# Дитрих II фон Билщайн
Дитрих II фон Билщайн (на немски: Dietrich II von Bilstein; на латински: Theodericus vir nobilis dominus de Bylsteyne; † 5 ноември 1335) е господар на Билщайн.
Той е син на Йохан I фон Билщайн († 8 април 1310), маршал на Вестфалия, и съпругата му Юта фон Рененберг († сл. 1297), дъщеря на Герхард фон Рененберг († 1270) и Бенедикта Валподе фон дер Нойербург († 1270). Внук е на граф Дитрих I фон Билщайн († сл. 1255) и съпругата му Мехтилд фон Арберг († 13 октомври 1292), дъщеря на Хайнрих III фон Арберг, бургграф на Кьолн († 12 октомври 1255) и Мехтилд († сл. 1234).
Брат е на Готфрид фон Билщайн († 1368), каноник в Св. Гереон в Кьолн (1311), тезаурариус в Св. Патрокли в Соест (1333 – 1354), Герхард фон Билщайн († сл. 1371), домхер в Кьолн (1322 – 1368), приор в Св. Патрокли в Соест (1351), домхер в Трир (1360), на Агнес фон Билщайн († сл. 1346) и София фон Билщайн († 1332).

## Фамилия
Дитрих II фон Билщайн се жени за графиня Катарина фон Арнсберг († 11 юли 1362), дъщеря на граф Лудвиг фон Арнсберг († 1313) и графиня Петронела (Перонета) фон Юлих († 1305). Те имат децата:
- Петронела фон Билщайн († сл. 21 юли 1369), омъжена сл. 1318 г. за Лудолф VII фон Щайнфурт († 1360)
- Ирмгард фон Билщайн († сл. 1371), омъжена пр. 30 ноември 1326 г. за граф Йохан I фон Золмс († 1354/1356)
- Йохан II фон Викрат-Билщайн († сл. 1368), господар на Викрат-Билщайн, женен I. пр. 13 април 1330 г. за Катарина фон Викрат († сл. 1335), II. на 17 януари 1348 г. за Ирмезинда фон Райфершайд
- Лудвиг фон Билщайн († сл. 1368), домхер в Оснабрюк (1326), приор в манастир Мешеде (1347 – 1367)
- Вилхелм фон Билщайн († сл. 1335)
- Дитрих фон Билщайн († сл. 1368), каноник в Св. Флорин в Кобленц (1361 – 1368)
- Катарина фон Билщайн († ок. 1335)